# Dufourea cupreoviridis
Dufourea cupreoviridis là một loài Hymenoptera trong họ Halictidae. Loài này được Bohart mô tả khoa học năm 1980.